# Тройнозъби акули
Тройнозъбите акули (Triakis) са род хрущялни риби от семейство Triakidae.
Таксонът е описан за пръв път от Йоханес Петер Мюлер през 1838 година.

## Видове
- Triakis acutipinna
- Triakis maculata – Перуанска тройнозъба акула
- Triakis megalopterus
- Triakis scyllium – Раирана тройнозъба акула
- Triakis semifasciata – Леопардова акула